# گمینا ستولنو
گمینا ستولنو (به لهستانی:  Gmina Stolno) یک گمینا در لهستان است که در شهرستان خومنو واقع شده‌است. گمینا ستولنو ۹۸٫۴۳ کیلومتر مربع مساحت و ۵٬۱۱۰ نفر جمعیت دارد.